# 2019년 세계 여자 핸드볼 선수권 대회
제24회 세계 여자 핸드볼 선수권 대회는 2019년 일본에서 개최될 예정이다.
틀:세계 여자 핸드볼 선수권 대회